# Lucas Lazogianis
Lucas Alexandros Lazogianis, född 18 april 2001, är en tysk brottare som tävlar i grekisk-romersk stil.

## Karriär
Vid EM 2025 i Bratislava tog Lazogianis silver i 97 kg-klassen efter en finalförlust mot bulgariske Kiril Milov.